# Eureka (Dacota do Sul)
Eureka é uma cidade localizada no estado norte-americano de Dacota do Sul, no Condado de McPherson.

## Demografia
Segundo o censo norte-americano de 2000, a sua população era de 1101 habitantes.
Em 2006, foi estimada uma população de 969, um decréscimo de 132 (-12.0%).

## Geografia
De acordo com o United States Census Bureau tem uma área de
2,6 km², dos quais 2,4 km² cobertos por terra e 0,2 km² cobertos por água.

## Localidades na vizinhança
O diagrama seguinte representa as localidades num raio de 28 km ao redor de Eureka.